# Perșotravneve, Ciutove
Perșotravneve (în ucraineană Першотравневе) este un sat în comuna Taverivka din raionul Ciutove, regiunea Poltava, Ucraina.

## Demografie
Componența lingvistică a localității Perșotravneve
     Ucraineană (91,67%)
     Rusă (6,67%)
     Alte limbi (1,66%)
Conform recensământului din 2001, majoritatea populației localității Perșotravneve era vorbitoare de ucraineană (91,67%), existând în minoritate și vorbitori de rusă (6,67%).